# ポルカ・オ・ドルカ ダンス!! 〜ダンス!! ニャース〜
「ポルカ・オ・ドルカ ダンス!! 〜ダンス!! ニャース〜」はニャース（犬山イヌコ）&ノルソル合唱団のシングル。2003年7月19日にピカチュウレコードから発売された（ZMCP-1580）。

## 内容
- 「ポルカ・オ・ドルカ」はテレビ東京系『ポケットモンスター アドバンスジェネレーション』のエンディングテーマ及び映画『おどるポケモンひみつ基地』のオープニングテーマである。
- ニャース単独としては1999年の「ニャースのパーティ」の4年ぶりの作品である。
- 冒頭のニャースの謎の声は、「ニャースのうた」の冒頭を逆再生したものである。

## 収録曲
1. ポルカ・オ・ドルカ [3:53]
作詞：戸田昭吾、作曲・編曲：たなかひろかず
2. ポルカ・オ・ドルカ 〜オリジナル・カラオケ〜 [3:53]
3. ポルカ・オ・ドルカ タンゴ・MIX [1:09]
作詞：戸田昭吾、作曲：たなかひろかず、編曲：三留一純
4. ポルカ・オ・ドルカ 音頭・MIX [1:13]
作詞：戸田昭吾、作曲：たなかひろかず、編曲：三留一純
5. ポルカ・オ・ドルカ スィングジャズ・MIX [1:17]
作詞：戸田昭吾、作曲：たなかひろかず、編曲：三留一純
6. ポルカ・オ・ドルカ ハイパーダンス・MIX [1:11]
作詞：戸田昭吾、作曲：たなかひろかず、編曲：三留一純
7. ロケット団参上!のテーマ（ホウエン・バージョン） [0:37]
作曲・編曲：宮崎慎二
8. ロケット団隠密のテーマ（ホウエン・バージョン）[1:07]
作曲・編曲：宮崎慎二
9. ロケット団参上!のテーマ（カントー・バージョン） [1:08]
作曲・編曲：宮崎慎二
10. ロケット団隠密のテーマ（カントー・バージョン） [1:33]
作曲・編曲：宮崎慎二